# Gançaria
Gançaria é uma povoação portuguesa sede da Freguesia de Gançaria do Município de Santarém, freguesia com 5,59 km² de área e 485 habitantes (censo de 2021), tendo, por isso, uma densidade populacional de 86,8 hab./km².
Limitada por Alcobertas, Fráguas (Município de Rio Maior) e Alcanede, Gançaria é a freguesia mais jovem do Município de Santarém, criada em 4 de Outubro de 1985 por desanexação da Freguesia de Alcanede.
A freguesia foi criada pela lei n.º 99/85, de 4 de outubro, com lugares desanexados da Freguesia de Alcanede.

## Demografia
A população registada nos censos foi:
| Distribuição da População por Grupos Etários | Distribuição da População por Grupos Etários | Distribuição da População por Grupos Etários | Distribuição da População por Grupos Etários | Distribuição da População por Grupos Etários |
| -------------------------------------------- | -------------------------------------------- | -------------------------------------------- | -------------------------------------------- | -------------------------------------------- |
| Ano                                          | 0-14 Anos                                    | 15-24 Anos                                   | 25-64 Anos                                   | > 65 Anos                                    |
| 2001                                         | 66                                           | 91                                           | 281                                          | 118                                          |
| 2011                                         | 50                                           | 39                                           | 269                                          | 156                                          |
| 2021                                         | 56                                           | 36                                           | 223                                          | 170                                          |

## Economia
A agricultura, a pecuária, a indústria de transformação de madeiras, a indústria extractiva de caulinos e a cerâmica, desempenham, em finais do Séc. XX um papel muito importante na ocupação das gentes desta recente freguesia.

## Romaria em honra deNossa Senhora da Saúde
A romaria em honra de Nossa Senhora da Saúde tem uma longa tradição. Sendo ainda hoje visitada por milhares de devotos de todo o país, que ali acorrem em veneração a esta santa. Continua a ser celebrada anualmente no dia 8 de Setembro, tal como há duzentos e cinquenta anos.